# Tschabalala Nqobizitha
Tschabalala Nqobizitha (17 oktober 1984) is een Zimbabwaanse veldrijder, met de bijnaam Tschabi. 

## Biografie
In 2005 reed hij zijn eerste Wereldkampioenschap bij de beloften in het Duitse Sankt-Wendel. Toen de voormalige Belgische wielrenner Roger De Vlaeminck aangesteld werd als Zimbabwaanse bondscoach, boekte "Tschabi" veel progressie. Hij logeerde in het Belgische Eeklo, alwaar hij veelal trainde. Van het verblijf en de trainingen van Nqobizitha en diens ploeggenoten maakt VTM een reportage, genaamd Allez Allez Zimbabwe.

## Resultaten
- 2006 - 3e plaats in tweede etappe Zim Tour
- 2007 - 2e plaats in Harare Classic
- 2007 - 16e plaats, Kruibeke

## Ploegen
- 2005 - John Saey Cycling Team
- 2006 - John Saey Cycling Team
- 2007 - John Saey Cycling Team
- 2008 - John Saey Cycling Team